# Țara Hațegului
Țara Hațegului ("Terra Hațeg"; alemany: Wallenthal, hongarès: Hátszegvidék, llatí: terra Harszoc) és una zona històrica i etnogràfica al comtat de Hunedoara, Romania, al cantó sud-oest de Transsilvània. Es troba al centre de Hațeg.

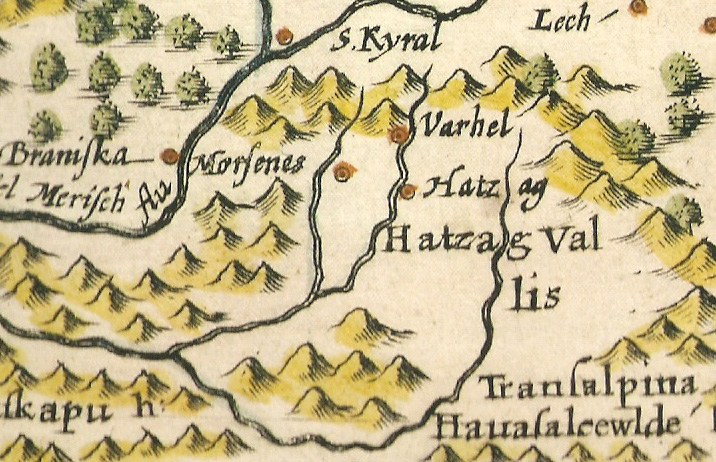
Hațeg (Hatzag) Terra en un mapa del 1607.

Țara Hațegului es troba a la depressió de Hațeg. S'hi pot trobar el jaciment d'Ulpia Traiana Sarmizegetusa (la capital de la Dàcia romana, establerta al segle ii), l'església de Densuș i restes paleontològiques (l'illa Hațeg i Hatzegopteryx).
Durant el temps del Regne d'Hongria, el districte de Hátszeg formava part del comtat de Hunyad.
La regió està formada per una ciutat i deu comunes: Hațeg, Baru, Densuș, General Berthelot, Pui, Răchitova, Râu de Mori, Sarmizegetusa, Sălașu de Sus, Sântămăria-Orlea i Totești.